# كهلة شور شبليز (باتاوة)
كهلة شور شبليز (بالفارسية: کهله شورشبلیز) هي قرية تقع في إيران في قسم باتاوة الريفي. يقدر عدد سكانها بـ 40 نسمة بحسب إحصاء 2016.